# Campeonato Paraguaio de Futebol de 2013 - Apertura
O Campeonato Paraguaio de Futebol de 2013 "Apertura" foi o centésimo oitavo torneio desta competição. Participaram doze equipes. o Tacuary Football Club e o Independiente Foot Ball Club foram rebaixados. É um campeonato no sistema de Apertura e Clausura separados, com dois campeões paraguaios por ano, sem a necessidade de final entre eles. .O campeão representaria o Paraguai na Copa Libertadores da América de 2014. As outras duas vagas seriam para o campeão do clausura e o primeiro melhor finalista na tabela geral. Para a Copa Sul-Americana de 2014, os quatro melhores clubes na tabela de pontuação total (que inclui o Apertura e o Clausura somados)
| Equipe                             | Cidade            | Departamento     | No ano anterior                                                           | Estádio                        | Capacidade | Títulos                                                                   | Participações |
| ---------------------------------- | ----------------- | ---------------- | ------------------------------------------------------------------------- | ------------------------------ | ---------- | ------------------------------------------------------------------------- | ------------- |
| Club Cerro Porteño                 | Assunção          | Distrito Capital | Lugar                                                                     | Estádio General Pablo Rojas    | 32.910     | 29 (último em Apertura de 2012)                                           | 101           |
| Club Guaraní                       | Assunção          | Distrito Capital | Lugar                                                                     | Estádio Rogelio Livieres       | 6.000      | 10 (último em Apertura de 2010)                                           | 107           |
| Club Olimpia                       | Assunção          | Distrito Capital | Lugar                                                                     | Estádio Manuel Ferreira        | 15.000     | 39 (último em Clausura de 2011)                                           | 108           |
| Club Sportivo Luqueño              | Luque             | Central          | Lugar                                                                     | Estádio Feliciano Cáceres      | 25.000     | 2 (1951,1953)                                                             | 84            |
| Club Libertad                      | Assunção          | Distrito Capital | Campeão                                                                   | Estádio Dr. Nicolás Leoz       | 10.000     | 15 (último em Clausura de 2011)                                           | 103           |
| Club Nacional                      | Assunção          | Distrito Capital | Vice Campeão                                                              | Estádio Arsenio Erico          | 4.000      | 7 (1909, 1911, 1924, 1926, 1942, 1946, Clausura de 2009,Apertura de 2011) | 101           |
| Sol de América                     | Villa Elisa       | Central          | Lugar                                                                     | Estádio Luis Alfonso Giagni    | 5.000      | 2 (1986, 1991)                                                            | 100           |
| Club Rubio Ñu                      | Assunção          | Distrito Capital | Lugar                                                                     | Estádio La Arboleda            | 5.000      | 0 (não possui)                                                            | 26            |
| Cerro Porteño de Presidente Franco | Presidente Franco | Alto Paraná      | Lugar                                                                     | Estádio Juan Eudes Pereira     | 5.000      | 0 (não possui)                                                            | 4             |
| Club Sportivo Carapeguá            | Carapeguá         | Paraguarí        | lugar                                                                     | Estádio Municipal de Carapeguá | 10.000     | 0 (não possui)                                                            | 3             |
| Club General Díaz                  | Luque             | Central          | Campeão do Campeonato Paraguaio de Futebol de 2012 - Segunda Divisão      | Estádio General Adrián Jara    | 3.300      | 0 (não possui)                                                            | 1             |
| Deportivo Capiatá                  | Capiatá           | Central          | Vice Campeão do Campeonato Paraguaio de Futebol de 2012 - Segunda Divisão | Estádio Municipal de Capiatá   | 5.000      | 0 (não possui)                                                            | 1             |

## Premiação
| Campeonato Paraguaio 2013 Primeira Divisão - Apertura |
| Assunção                                              |
| ----------------------------------------------------- |
| Club Nacional Campeão (8º título)                     |